# Zaleptus mjobergi
Zaleptus mjobergi is een hooiwagen uit de familie Sclerosomatidae.